# Дуан Вермулен
Дуан Вермулен (енгл. Duane Vermeulen; 3. јул 1986) је професионални јужноафрички рагбиста који тренутно игра за француски Рагби клуб Тулон. Вермулен игра на позицији број 8 - Чеп (енгл. Number 8) и сигурно је један од најбољих играча на свету на овој позицији.

## Биографија
Висок 193 цм, тежак 116 кг, Вермулену је примарна позиција чеп, мада повремено игра и крилног у трећој линији мелеа (енгл. Flanker). Поникао је у млађим категоријама екипе Пуме која се такмичи у Водаком купу. Од 2007. до 2015. играо је за екипе Централ Читас, Вестерн Провинс и Стормерс. 2015. прешао је у Европу да игра за Тулон. За "Спрингбоксе" (Рагби јунион репрезентација Јужноафричке Републике) дебитовао је против Аустралије 2012. и до сада је за репрезентацију ЈАР одиграо 30 тест мечева и постигао 2 есеја. Вермулен је био у ужој конкуренцији за добијање награде за најбољег рагбисту на свету у 2014.